# Echiuroidea
Ordre
Les Echiuroidea sont est un ordre de vers échiuriens.

## Liste des familles
Selon World Register of Marine Species (11 janvier 2019) :
- sous-ordre Bonelliida

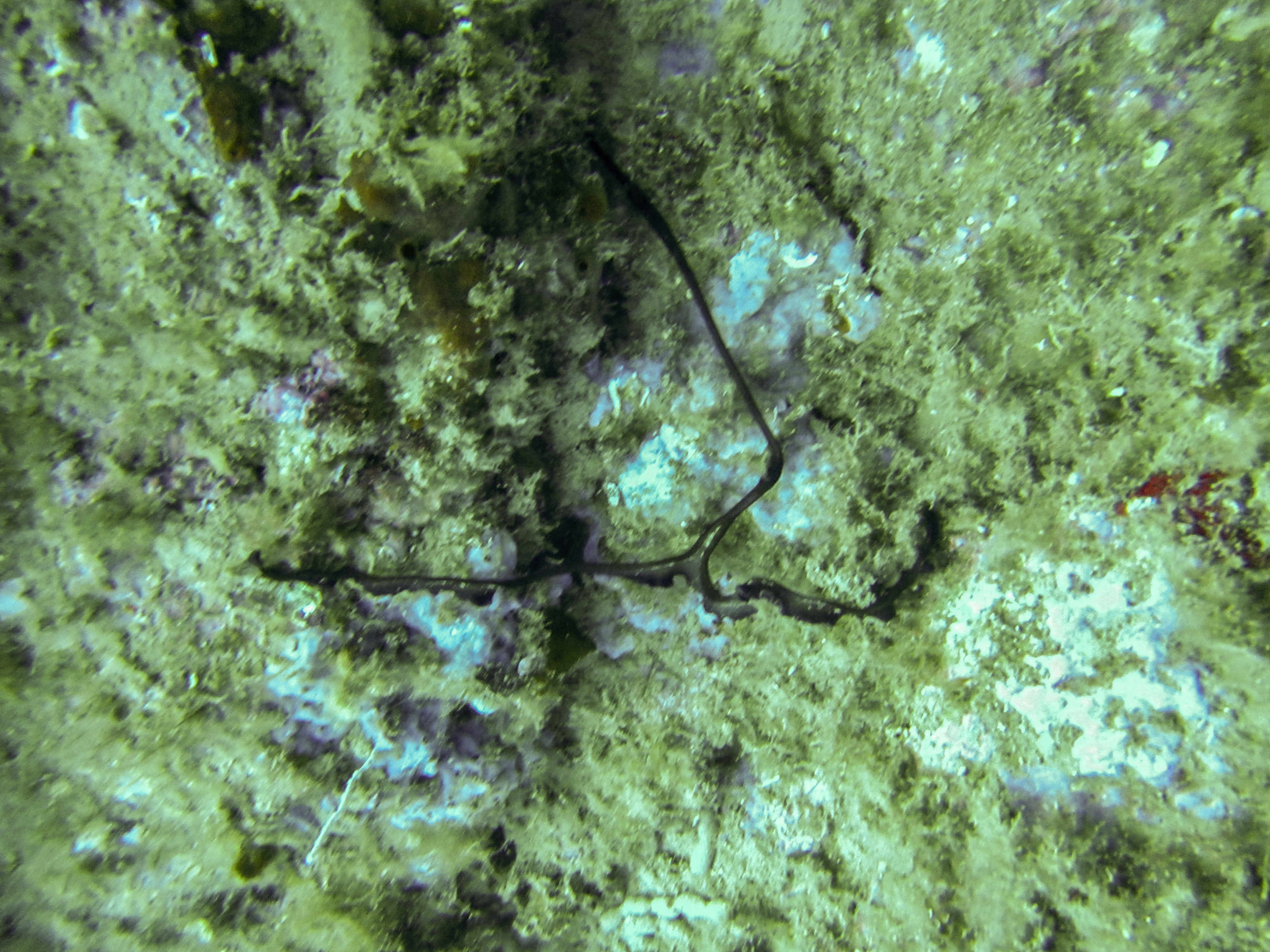
La trompe caractéristique d'une bonellie (Bonellia viridis)

  - famille Bonelliidae Lacaze-Duthiers, 1858
  - famille Ikedidae Bock, 1942
- sous-ordre Echiurida
  - famille Echiuridae Quatrefages, 1847
  - famille Thalassematidae Forbes & Goodsir, 1841
  - famille Urechidae Fisher & Macginitie, 1928

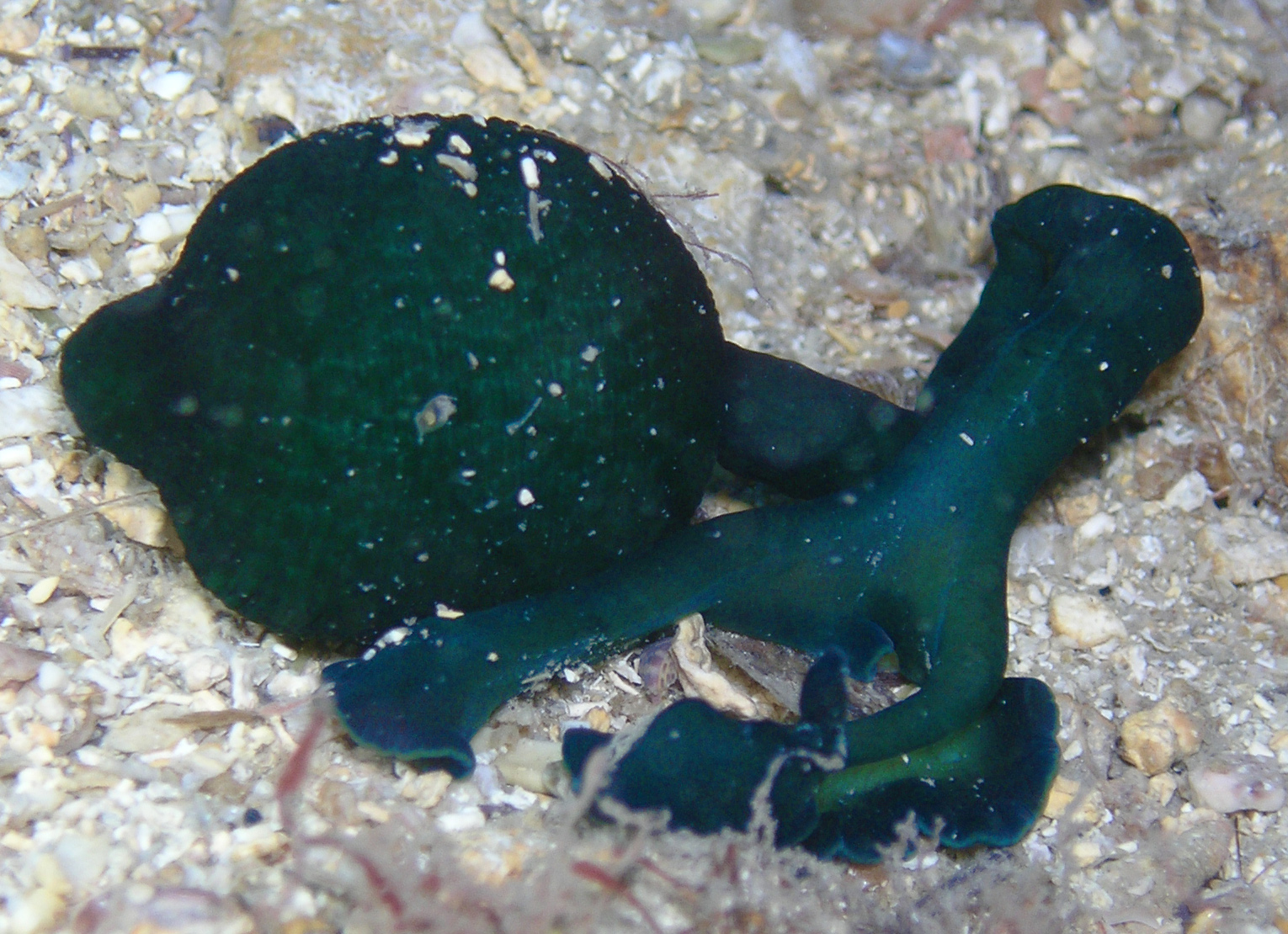
Bonellia viridis
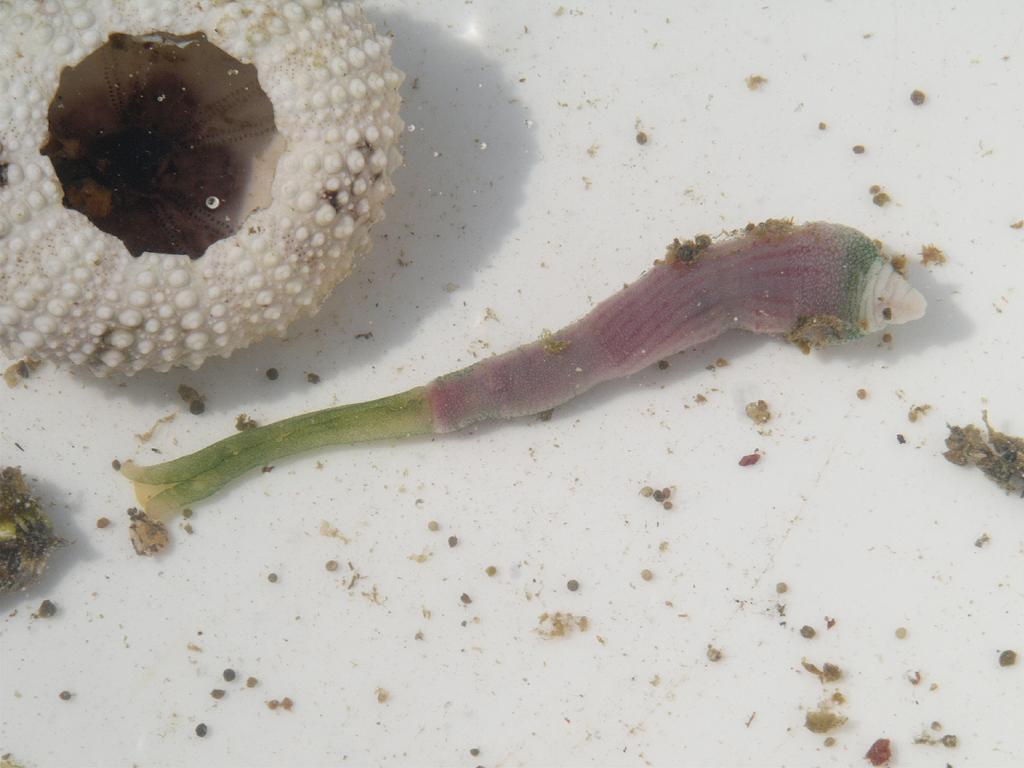
Ochetostoma erythrogrammon